# Rutkowo (powiat szczycieński)
Rutkowo (niem. Ruttkowen, 1938–1945 Ruttkau) – wieś w Polsce położona w województwie warmińsko-mazurskim, w powiecie szczycieńskim, w gminie Dźwierzuty. Miejscowość wchodzi w skład sołectwa Popowa Wola.
W latach 1975–1998 miejscowość administracyjnie należała do województwa olsztyńskiego.